# NA-5390
La NA-5390 es una carretera de interés para la Comunidad Foral de Navarra, tiene una longitud de 10,31 km situada dentro del término municipal de Carcastillo que comunica la NA-128, en el cruce de Figarol con la NA-534 en dirección a San Isidro del Pinar (Cáseda).

## Recorrido
| Denominación | Kilómetro | Salida              | Carretera           | Dirección           |
| ------------ | --------- | ------------------- | ------------------- | ------------------- |
| NA-128       | 0         |                     | NA-5390             | Figarol             |
| NA-5390      | 3         | Travesía de Figarol | Travesía de Figarol | Travesía de Figarol |
| NA-5390      | 10,3      |                     | NA-534              | Cáseda              |